# Nazionale di sci alpino della Germania Ovest
La nazionale di sci alpino della Germania Ovest è stata la squadra nazionale che ha rappresentato la Germania Ovest in tutte le manifestazioni dello sci alpino, dalle Olimpiadi ai Mondiali, dalla Coppa del Mondo alla Coppa Europa.
Raggruppava tutta gli sciatori di nazionalità tedesca occidentale selezionati dagli appositi organi ed era posta sotto l'egida della Federazione sciistica della Germania (Deutscher Skiverband); era divisa in una squadra maschile e in una femminile e prevedeva squadre giovanili, che prendevano parte ai Mondiali juniores e alle altre manifestazioni internazionali di categoria.

## Storia
Durante la divisione della Germania (1945-1990) gli atleti tedeschi gareggiarono, in sede olimpica, nella Squadra Unificata Tedesca ai Giochi olimpici fino a Innsbruck 1964; dopo quella data e fino alla riunificazione (1990) ci furono due nazionali tedesche di sci alpino, quella occidentale e quella orientale. Essendo tuttavia, per ragioni geografiche, lo sci alpino diffuso quasi esclusivamente nell'allora Germania Ovest, di fatto la nazionale tedesca occidentale coincise con la nazionale dell'intera Germania.

### Gli anni Settanta
Punto di riferimento assoluto della compagine tedesca in queste stagioni fu la pluricampionessa olimpica, nonché mondiale, Rosi Mittermaier. Già messasi in evidenza sul finire del decennio  precedente, la sciatrice ebbe la sua annata memorabile nel 1976, durante la quale vinse medaglie in tutte le specialità ai XII Giochi olimpici invernali di Innsbruck 1976 e fu la prima atleta della sua nazionale ad aggiudicarsi la Coppa del Mondo assoluta.
Oltre alla Mittermaier, vi furono anche altre due atlete di punta: le sorelle Epple; Maria e Irene rispettivamente medaglia d'oro e medaglia d'argento ai mondiali del 1978 tenutisi a Garmisch-Partenkirchen.
In campo maschile da ricordare il marito della Mittermaier, Christian Neureuther, slalomista in grado di ottenere diversi successi fra il 1973 e il 1979.

### Gli anni Ottanta
Anche i primi anni ottanta sono all'insegna di Irene Epple, la quale, nella sua disciplina prediletta lo slalom gigante, sarà in grado di conquistare, oltre ad un argento ai XIII Giochi olimpici invernali di Lake Placid 1980 anche una coppetta di specialità. Buoni risultati vengono realizzati anche da Traudl Hächer che tra il 1984 o il 1986 sale quattro volte sul gradino più alto del podio in Coppa del Mondo e da segnalare il bronzo conseguito da Regine Mösenlechner ai campionati mondiali del 1987.
Il settore maschile ha avuto, nello stesso periodo, almeno tre atleti di alto livello: Markus Wasmeier uno dei primi specialisti del super-g, disciplina introdotta giusto in questi anni, ma competitivo anche in gigante e discesa, che si aggiudica un oro mondiale nel 1985 (in gigante) e una Coppa del Mondo di supergigante l'anno seguente; lo slalomista Armin Bittner che proprio sul finire del decennio  vince due medaglie ai campionati del mondo e due coppette di slalom speciale; infine Frank Wörndl argento ai XV Giochi olimpici invernali di Calgary 1988.